# 流行金曲—林慧萍專輯〈二〉
【流行金曲-林慧萍專輯(二)】是歌手林慧萍的第二張個人精選專輯；歌林唱片1986年11月發行。
收錄林慧萍的【走在陽光裡】、【無情弦】兩張專輯的精選。

## 專輯曲目
| 曲序 | 曲名           | 作詞   | 作曲   | 編曲   | 長度 | 備註                                                                  |
| 01   | 走在陽光裡     | 趙曉君 | 陳復明 | 陳玉立 | 4:03 | 張清芳翻唱；收錄於〈雙陳故事〉 錦繡二重唱翻唱；收錄於〈錦鏽羅曼史II〉 |
| 02   | 無情弦         | 林秋離 | 熊美玲 | 陳玉立 | 3:37 |                                                                       |
| 03   | 醉酒           | 陳秀男 | 陳秀男 | 丹尼   | 3:29 |                                                                       |
| 04   | 心跳           | 張尚喬 | 陳進興 | 陳玉立 | 3:08 | 陳進興更名為陳品                                                      |
| 05   | 情鍾           | 張錫雍 | 陳進興 | 丹尼   | 3:39 |                                                                       |
| 06   | 破碎的心       | 陳秀男 | 陳秀男 | 陳玉立 | 3:02 |                                                                       |
| 07   | 溫馨的世界     | 陳美威 | 陳美威 | 丹尼   | 2:48 |                                                                       |
| 08   | 就是我愛你     | 林秋離 | 熊美玲 | 陳玉立 | 3:33 |                                                                       |
| 09   | 重疊相思       | 林秋離 | 熊美玲 | 丹尼   | 4:38 |                                                                       |
| 10   | 不願發生的事   | 陳美威 | 陳美威 | 陳玉立 | 3:56 | 男聲：楊璿                                                            |
| 11   | 寂寞已離我遠去 | 王海玲 | 王海玲 | 陳玉立 | 3:01 |                                                                       |
| 12   | 別管我         | 陳美威 | 陳美威 | 陳玉立 | 2:55 |                                                                       |
| 13   | 七夕行         | 鄭柏秋 | 鄭柏秋 | 丹尼   | 4:31 | 陳進興更名為陳品                                                      |
| 14   | 十一月的陽光   | 張尚喬 |        | 丹尼   | 4:15 |                                                                       |
| 15   | 即使能         | 張尚喬 |        | 陳玉立 | 3:43 |                                                                       |

## 專輯版本
- CD
  - 1986年11月歌林唱片發行
  - 2002年7月歌林唱片公司授權製作；音碼唱片重新發行『流行金曲1-2』
  - 2002年10月歌林唱片公司授權製作；音碼唱片改版發行『流行金曲』與『流行金曲』精裝版
  - 2005年11月11日歌林唱片公司授權製作；龍吟唱片改版發行『流行金曲』
  - 2005年11月11日歌林唱片公司授權製作；龍吟唱片改版發行『流行金曲』雙CD